# 줄무늬

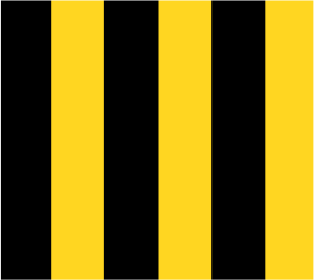
검은색과 노란색의 줄무늬

줄무늬(stripe) 또는 '스트라이프'는 의류 표면에 가로, 세로, 사선 방향으로 직선이나 곡선을 평행하게 나타낸 무늬이다. 스트라이프(stripe)로 불리며 많은 의상 디자인에 사용된다. 스트라이프트(striped)라고도 한다.

## 스트라이프 반팔티
| |
| 오렌지 색상의 나그랑 무지 소매, 오렌지와 블루색깔의 스트라이프트 몸통, 오렌지 무지 포켓으로 구성된 반팔 티셔츠 |

## 같이 보기
- 체크무늬
- 점무늬
- 무지